# Gornac
Gornac (okzitanisch gleichlautend) ist eine französische Gemeinde mit 436 Einwohnern (Stand: 1. Januar 2022) im Département Gironde in der Region Nouvelle-Aquitaine. Sie gehört zum Arrondissement Langon und zum Kanton L’Entre-deux-Mers. Die Einwohner werden Gornacais genannt.

## Geographie
Gornac liegt etwa 41 Kilometer südöstlich von Bordeaux. Umgeben wird Gornac von den Nachbargemeinden Porte-de-Benauge im Nordwesten, Coirac im Norden und Nordosten, Castelviel im Osten, Saint-Laurent-du-Bois im Südosten, Saint-Martial im Süden, Mourens im Südwesten sowie Saint-Pierre-de-Bat im Westen.

## Bevölkerungsentwicklung
| 1962                       | 1968 | 1975 | 1982 | 1990 | 1999 | 2006 | 2017 |
| -------------------------- | ---- | ---- | ---- | ---- | ---- | ---- | ---- |
| 419                        | 414  | 418  | 364  | 358  | 368  | 361  | 435  |
| Quellen: cassini und INSEE |      |      |      |      |      |      |      |

## Sehenswürdigkeiten
- Kirche Saint-Jean-Baptiste aus dem 15. Jahrhundert
- Schloss Fongrave
- Windmühle aus dem 17. Jahrhundert

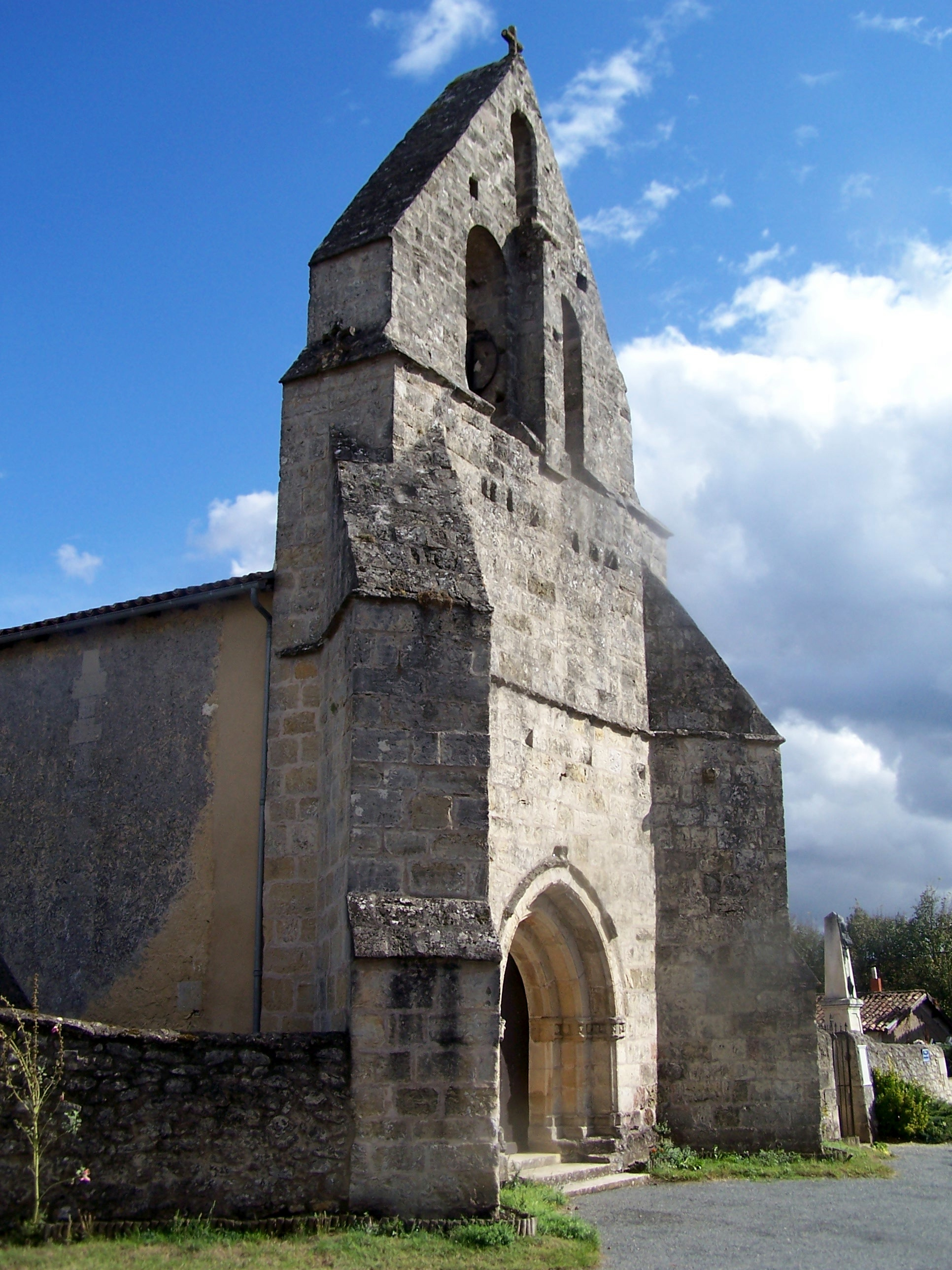
Kirche Saint-Jean-Baptiste
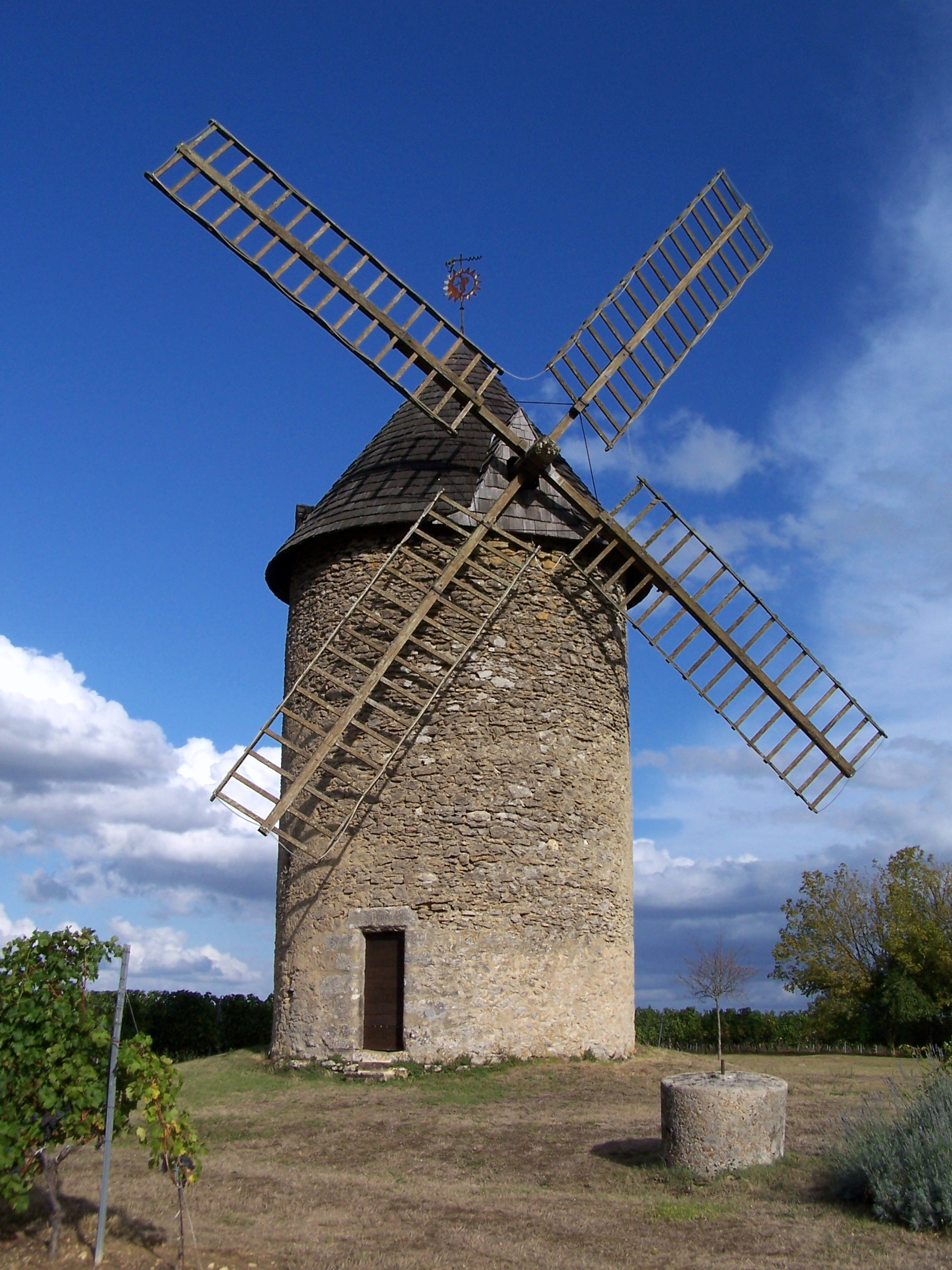
Windmühle

## Persönlichkeiten
- Stéphanie Possamaï (* 1980), Judoka, Europameisterin, Bronzemedaille bei den Olympischen Spielen von Peking 2008